# Bruno Bertolucci
Pour les articles homonymes, voir Bertolucci.
Bruno Bertolucci, né le 10 décembre 1921 à Viareggio et mort le 5 mars 2009 à La Seyne-sur-Mer,, est un coureur cycliste italien, naturalisé français en novembre 1958.

## Biographie
Surnommé « Tarzan », son palmarès compte environ 70 victoires, parmi lesquelles une étape du Tour d'Espagne 1947 et une autre du Tour de Corse en 1949. Après sa carrière, il obtient la nationalité française et vit à La Seyne-sur-Mer dans le Var jusqu'à sa mort en 2009.

## Palmarès
- 1946
  - Aubagne-Toulon
  - Souvenir Charles Nédélec
- 1947
  - 16ea étape du Tour d'Espagne
- 1949
  - 9e étape du Tour de Corse

## Résultats sur les grands tours

### Tour d'Espagne
1 participation
- 1947 : 22e, vainqueur de la 16ea étape